# Vite fait, mal fait
Pour plus de détails, voir Fiche technique et Distribution.
Vite fait, mal fait (Fast and Furry-ous en VO) un film américain d'animation Looney Tunes, de 7 minutes, réalisé par Chuck Jones en 1949 mettant en scène pour la première fois Bip Bip et Vil Coyote.

## Fiche technique
- Réalisateur Chuck Jones
- Producteur Edward Selzer
- Compositeur Carl W. Stalling